# Ubaitaba (kommun)
Ubaitaba är en kommun i Brasilien.   Den ligger i delstaten Bahia, i den östra delen av landet, 900 km öster om huvudstaden Brasília. Antalet invånare är 20 697.
Följande samhällen finns i Ubaitaba:
- Ubaitaba

I omgivningarna runt Ubaitaba växer i huvudsak städsegrön lövskog. Runt Ubaitaba är det ganska tätbefolkat, med 124 invånare per kvadratkilometer.